# Campremoldo Sopra
Campremoldo Sopra is een plaats (frazione) in de Italiaanse gemeente Gragnano Trebbiense.